# The X Factor (Stati Uniti d'America) (terza edizione)
La terza edizione di The X Factor è stata una trasmissione televisiva andata in onda dall'11 settembre al 19 dicembre 2013 su Fox.
A vincere l'edizione sono stati Alex & Sierra della categoria Gruppi Vocali di Simon Cowell.
Si tratta della terza edizione ad essere prodotta e trasmessa da Fox. A condurre questa edizione è stato Mario López mentre la giuria è stata composta dai confermati Simon Cowell e Demi Lovato accompagnati dalle nuove entrate Kelly Rowland e Paulina Rubio (che hanno sostituito L.A. Reid e Britney Spears). Il vincitore ha diritto ad un contratto discografico del valore complessivo di 1 000 000 di dollari.

## I giudici e i conduttori
Il 22 ottobre 2012 è stato annunciato che The X-Factor sarebbe tornato per una terza stagione, con la conferma in giuria, per la terza volta consecutiva, di Simon Cowell. Il 14 dicembre 2012, L.A. Reid, dopo essere stato giudice delle prime due edizioni, ha rivelato di non prendere più parte allo show per dedicarsi alla sua etichetta discografica, l'Epic Records. Nel novembre 2012, Britney Spears ha rivelato di voler partecipare alla terza edizione ma, nel gennaio 2013, è stato confermato che la stessa non avrebbe preso parte allo show per dedicarsi alla sua carriera musicale. Dopo la fine della seconda stagione, alla domanda riguardo alla sua presenza o meno come giudice della terza, Demi Lovato ha detto:
Nonostante ciò, il 28 marzo 2013, Demi Lovato è stata confermata come giudice della terza edizione. Il 22 aprile dello stesso anno, Fox ha annunciato che Mario López sarebbe stato l'unico conduttore della nuova stagione. Cowell ha confermato tramite il suo account Twitter che i nomi degli altri due giudici sarebbero stati svelati il 20 maggio 2013, un giorno prima dell'inizio delle audizioni. Secondo i media, i nomi più papabili per essere giudici dello show sono stati Hilary Duff, Jennifer Love Hewitt, Kelly Rowland, Paulina Rubio e Ne-Yo. Il 20 maggio 2013, è stato annunciato che l'ex membro delle Destiny's Child, Kelly Rowland, e la cantante messicana Paulina Rubio avrebbero sostituito la Spears e L.A. Reid in giuria.

## Categorie
Le categorie di The X Factor 3 rimangono suddivise in 4 (come nelle precedenti edizioni), ognuna affidata ad un giudice:
- Ragazzi (Paulina Rubio)
- Ragazze (Demi Lovato)
- Over 25 (Kelly Rowland)
- Gruppi vocali (Simon Cowell)

## Selezioni

### I provini

#### Audizioni
Le audizioni dei produttori sono iniziate il 6 marzo 2013 presso il Galen Center a Los Angeles. Altre audizioni dei produttori si sono tenute il 19 marzo presso il North Charleston Coliseum di Charleston (Carolina del Sud), il 14 aprile presso il  	Lakefront Arena di New Orleans (Louisiana), il 25 aprile al Nassau Veterans Memorial Coliseum di Long Island (New York) e si sono concluse il 14 maggio al Denver Coliseum di Denver (Colorado).

### Final 40
Il 26 settembre 2013, i primi quaranta cantanti, dieci per ogni categoria, sono stati rivelati come segue;
- Non accede allo show
- Accede allo show

| Categoria (giudice)    | Cantanti      | Cantanti      | Cantanti            | Cantanti             | Cantanti         | Cantanti       | Cantanti        | Cantanti      | Cantanti       | Cantanti    |
| ---------------------- | ------------- | ------------- | ------------------- | -------------------- | ---------------- | -------------- | --------------- | ------------- | -------------- | ----------- |
| Ragazzi (Rubio)        | Isaiah Alston | Al Calderon   | Chase Goehring      | Carlos Guevara       | Timmy Thames     | Stone Martin   | Carlito Olivero | Tim Olstad    | Isaac Tauaefa  | Josh Levi   |
| Ragazze (Lovato)       | Khaya Cohen   | Rylie Brown   | Ellona Santiago     | Primrose Martin      | Ashly Williams   | Jamie Pineda   | Bree Randall    | Danie Geimer  | Simone Torres  | Rion Paige  |
| Over 25 (Rowland)      | Jeff Brinkman | Jeff Gutt     | James Kenney        | Victoria Carriger    | Kristine Mirelle | Lillie McCloud | Denny Smith     | Allison Davis | Rachel Potter  | Lorie Moore |
| Gruppi Vocali (Cowell) | Alex & Sierra | Restless Road | Yellow House Canyon | Forever in Your Mind | WiLD THiNGZ      | Girls United   | Good News       | RoXxy Montana | Sweet Suspense | Glamour     |

### Four-chair challenge
Per questa stagione di The X Factor, Cowell ha confermato che le fasi del bootcamp e degli homevisit sono state eliminate e sostituite con una fase nuova di zecca intitolata Four-chair challenge.
In questa fase, i giudici devono scegliere quali artisti andranno a comporre la loro squadra nello show. I quaranta cantanti (già divisi nelle quattro categorie) canteranno un brano e il mentore della categoria deciderà, a seguito dell'esibizione, se eliminare direttamente l'artista, eliminarlo a seguito di un'esibizione ritenuta migliore da parte di un altro concorrente della stessa squadra (i due si sfidano su uno stesso brano) oppure farlo accedere allo show finale.
Questa fase dello show ha debuttato il 2 ottobre 2013, puntata nella quale Kelly Rowland ha scelto i quattro artisti che andranno a comporre la sua categoria (Over 25).

## Finalisti
In questo spazio sono elencati i cantanti che sono approdati alla prima puntata del programma. In rosa sono indicati gli eliminati. In verde è indicato il vincitore.
| Categoria (giudice)    | Cantanti       | Cantanti      | Cantanti        | Cantanti        |
| ---------------------- | -------------- | ------------- | --------------- | --------------- |
| Ragazzi (Rubio)        | Carlos Guevara | Josh Levi     | Carlito Olivero | Tim Olstad      |
| Ragazze (Lovato)       | Khaya Cohen    | Danie Geimer  | Rion Paige      | Ellona Santiago |
| Over 25 (Rowland)      | Jeff Gutt      | James Kenney  | Lillie McCloud  | Rachel Potter   |
| Gruppi Vocali (Cowell) | Alex & Sierra  | Restless Road | RoXxy Montana   | Sweet Suspense  |

### Tabella delle eliminazioni
|                 | 1ª settimana                                 | 2ª settimana                     | 3ª settimana                     | 3ª settimana                  | 4ª settimana                     | 5ª settimana                      | 6ª settimana                    | 7ª settimana                      | FINALE                      | FINALE                   |
| Mercoledì       | 1ª settimana                                 | 2ª settimana                     | Giovedì                          | Manche 1                      | 4ª settimana                     | 5ª settimana                      | 6ª settimana                    | 7ª settimana                      | Manche 2                    |                          |
| --------------- | -------------------------------------------- | -------------------------------- | -------------------------------- | ----------------------------- | -------------------------------- | --------------------------------- | ------------------------------- | --------------------------------- | --------------------------- | ------------------------ |
| Alex & Sierra   | Salvati                                      | —                                | Salvi                            | Salvi                         | Salvi                            | Salvi                             | Salvi                           | Salvi                             | 1ª                          | Vincitori                |
| Jeff Gutt       | Salvato                                      | —                                | Salvo                            | Salvo                         | Salvo                            | Salvo                             | Salvo                           | Salvo                             | 2ª                          | Secondo                  |
| Carlito Olivero | Salvato                                      | —                                | Salvo                            | Salvo                         | Ultimi tre                       | Salvo                             | Ultimi tre                      | Salvo                             | 3ª                          | Eliminato (8ª settimana) |
| Restless Road   | Salvati                                      | —                                | Salvi                            | Salvi                         | Salvi                            | Salvi                             | Salvi                           | 4ª                                | Eliminati (7ª settimana)    | Eliminati (7ª settimana) |
| Rion Paige      | Salvata                                      | —                                | Salva                            | Salva                         | Salva                            | 6ª                                | Ultimi tre                      | Eliminata (6ª settimana)          | Eliminata (6ª settimana)    | Eliminata (6ª settimana) |
| Ellona Santiago | Salvata                                      | —                                | Salva                            | Salva                         | Salva                            | Salva                             | 6ª                              | Eliminata (6ª settimana)          | Eliminata (6ª settimana)    | Eliminata (6ª settimana) |
| Josh Levi       | Eliminato                                    | —                                | Salvo                            | Salvo                         | Salvo                            | 7ª                                | Eliminato (5ª settimana)        | Eliminato (5ª settimana)          | Eliminato (5ª settimana)    | Eliminato (5ª settimana) |
| Lillie McCloud  | Salvata                                      | —                                | Salva                            | Salva                         | Salva                            | 8ª                                | Eliminata (5ª settimana)        | Eliminata (5ª settimana)          | Eliminata (5ª settimana)    | Eliminata (5ª settimana) |
| Tim Olstad      | Salvato                                      | —                                | Salvo                            | Salvo                         | Ultimi tre                       | Eliminato (4ª settimana)          | Eliminato (4ª settimana)        | Eliminato (4ª settimana)          | Eliminato (4ª settimana)    | Eliminato (4ª settimana) |
| Khaya Cohen     | Salvata                                      | —                                | Salva                            | Ultimi tre                    | 10ª                              | Eliminata (4ª settimana)          | Eliminata (4ª settimana)        | Eliminata (4ª settimana)          | Eliminata (4ª settimana)    | Eliminata (4ª settimana) |
| Rachel Potter   | Salvata                                      | —                                | Salva                            | Ultimi tre                    | Eliminata (3ª settimana)         | Eliminata (3ª settimana)          | Eliminata (3ª settimana)        | Eliminata (3ª settimana)          | Eliminata (3ª settimana)    | Eliminata (3ª settimana) |
| Sweet Suspense  | Salvate                                      | —                                | Salve                            | 12ª                           | Eliminate (3ª settimana)         | Eliminate (3ª settimana)          | Eliminate (3ª settimana)        | Eliminate (3ª settimana)          | Eliminate (3ª settimana)    | Eliminate (3ª settimana) |
| Carlos Guevera  | Salvato                                      | —                                | 13ª                              | Eliminato (3ª settimana)      | Eliminato (3ª settimana)         | Eliminato (3ª settimana)          | Eliminato (3ª settimana)        | Eliminato (3ª settimana)          | Eliminato (3ª settimana)    | Eliminato (3ª settimana) |
| RoXxy Montana   | Eliminate                                    | Eliminate (1ª settimana)         | Eliminate (1ª settimana)         | Eliminate (1ª settimana)      | Eliminate (1ª settimana)         | Eliminate (1ª settimana)          | Eliminate (1ª settimana)        | Eliminate (1ª settimana)          | Eliminate (1ª settimana)    | Eliminate (1ª settimana) |
| James Kenney    | Eliminato                                    | Eliminato (1ª settimana)         | Eliminato (1ª settimana)         | Eliminato (1ª settimana)      | Eliminato (1ª settimana)         | Eliminato (1ª settimana)          | Eliminato (1ª settimana)        | Eliminato (1ª settimana)          | Eliminato (1ª settimana)    | Eliminato (1ª settimana) |
| Danie Geimer    | Eliminata                                    | Eliminata (1ª settimana)         | Eliminata (1ª settimana)         | Eliminata (1ª settimana)      | Eliminata (1ª settimana)         | Eliminata (1ª settimana)          | Eliminata (1ª settimana)        | Eliminata (1ª settimana)          | Eliminata (1ª settimana)    | Eliminata (1ª settimana) |
|                 |                                              |                                  |                                  |                               |                                  |                                   |                                 |                                   |                             |                          |
| Ultimo scontro  | —                                            | —                                | —                                | Khaya Cohen, Rachel Potter    | Tim Olstad, Carlito Olivero      | Rion Paige, Josh Levi             | Rion Paige, Carlito Olivero     |                                   |                             |                          |
| Voto per:       | Salvare                                      | Eliminare                        | Eliminare                        | Eliminare                     | Eliminare                        |                                   |                                 |                                   |                             |                          |
| Voto di Kelly   | Potter, Gutt, McCloud                        | Cohen                            | Olstad                           | Paige                         | Paige                            |                                   |                                 |                                   |                             |                          |
| Voto di Paulina | Olivero, Guevara, Olstad                     | Potter                           | Olstad                           | Paige                         | Paige                            |                                   |                                 |                                   |                             |                          |
| Voto di Demi    | Santiago, Paige, Cohen                       | Potter                           | Olstad                           | Levi                          | Olivero                          |                                   |                                 |                                   |                             |                          |
| Voto di Simon   | Restless Road, Alex & Sierra, Sweet Suspense | Potter                           | —                                | Levi                          | Paige                            |                                   |                                 |                                   |                             |                          |
| Eliminati       | Danie Geimer per Demi                        | Carlos Guevara Voto del pubblico | Sweet Suspense Voto del pubblico | Khaya Cohen Voto del pubblico | Lillie McCloud Voto del pubblico | Ellona Santiago Voto del pubblico | Restless Road Voto del pubblico | Carlito Olivero Voto del pubblico | Jeff Gutt Voto del pubblico |                          |
| Eliminati       | Josh Levi per Paulina                        | Carlos Guevara Voto del pubblico | Sweet Suspense Voto del pubblico | Khaya Cohen Voto del pubblico | Lillie McCloud Voto del pubblico | Ellona Santiago Voto del pubblico | Restless Road Voto del pubblico | Carlito Olivero Voto del pubblico | Jeff Gutt Voto del pubblico |                          |
| Eliminati       | James Kenney per Kelly                       | Carlos Guevara Voto del pubblico | Rachel Potter 3 voti su 4        | Tim Olstad 3 voti su 4        | Josh Levi TILT                   | Rion Paige 3 voti su 4            | Restless Road Voto del pubblico | Carlito Olivero Voto del pubblico | Jeff Gutt Voto del pubblico |                          |
| Eliminati       | RoXxy Montana per Simon                      | Carlos Guevara Voto del pubblico | Rachel Potter 3 voti su 4        | Tim Olstad 3 voti su 4        | Josh Levi TILT                   | Rion Paige 3 voti su 4            | Restless Road Voto del pubblico | Carlito Olivero Voto del pubblico | Jeff Gutt Voto del pubblico |                          |

## Dettaglio delle puntate

### Prima settimana
Data: Martedì 29 ottobre 2013
| Cantante        | Ordine | Canzone                  | Risultato |
| --------------- | ------ | ------------------------ | --------- |
| Ellona Santiago | 1      | Till the World Ends      | Salva     |
| Danie Geimer    | 2      | Wrecking Ball            | Eliminata |
| Rion Paige      | 3      | Skyscraper               | Salva     |
| Khaya Cohen     | 4      | Mercy                    | Salva     |
| Josh Levi       | 5      | Only Girl (in the World) | Eliminato |
| Carlos Guevara  | 6      | Don't You Worry Child    | Salvo     |
| Carlito Olivero | 7      | Maria Maria              | Salvo     |
| Tim Olstad      | 8      | Always                   | Salvo     |
| Lillie McCloud  | 9      | When a Man Loves a Woman | Salva     |
| Jeff Gutt       | 10     | Try                      | Salvo     |
| Rachel Potter   | 11     | I Hope You Dance         | Salva     |
| James Kenney    | 12     | Red                      | Eliminato |
| RoXxy Montana   | 13     | Royals                   | Eliminate |
| Sweet Suspense  | 14     | I Love It                | Salve     |
| Alex & Sierra   | 15     | Blurred Lines            | Salvi     |
| Restless Road   | 16     | Roar                     | Salvi     |

In questa prima puntata non è stato presente il televoto. Ciascun giudice ha deciso di eliminare un cantante della propria categoria.
Voto dei giudici per eliminare:
- Demi Lovato: Denie Geimer, non ha motivato la scelta;
- Paulina Rubio: Josh Levi, non ha motivato la scelta;
- Kelly Rowland: James Kenney, basandosi sulle esibizioni dei suoi quattro cantanti;
- Simon Cowell: RoXxy Montana, non ha motivato la scelta.

### Seconda settimana

#### Prima puntata
Data: Mercoledì 6 novembre 2013

Tema: Canzoni pubblicate dall'etichetta discografica Motown
Uno dei quattro artisti eliminati nella prima puntata è stato ripescato, la scelta è ricaduta su Josh Levi della categoria Ragazzi, il cui mentore è stato Paulina Rubio.
| Cantante        | Ordine | Canzone                                  |
| --------------- | ------ | ---------------------------------------- |
| Josh Levi       | 1      | Who's Lovin' You                         |
| Rachel Potter   | 2      | This Old Heart of Mine (Is Weak for You) |
| Carlos Guevara  | 3      | What's Going On                          |
| Restless Road   | 4      | Easy                                     |
| Ellona Santiago | 5      | Baby Love                                |
| Jeff Gutt       | 6      | Say You, Say Me                          |
| Alex & Sierra   | 7      | I Heard It Through the Grapevine         |
| Khaya Cohen     | 8      | My Girl                                  |
| Carlito Olivero | 9      | Stop! In the Name of Love                |
| Lillie McCloud  | 10     | Innervisions                             |
| Sweet Suspense  | 11     | You Keep Me Hangin' On                   |
| Rion Paige      | 12     | Ain't No Mountain High Enough            |
| Tim Olstad      | 13     | I'll Be There                            |

#### Seconda puntata
Data: Giovedì 7 novembre 2013

Tema: Canzoni "Salvami"
Selena Gomez  stava per eseguire il suo singolo Slow Down, ma a causa dei problemi alla grafica, si è esibita nella seconda puntata della terza settimana.
| Cantante        | Ordine | Canzone                   |
| --------------- | ------ | ------------------------- |
| Josh Levi       | 1      | Stay                      |
| Rachel Potter   | 2      | Anyway                    |
| Carlos Guevara  | 3      | Cannonball                |
| Restless Road   | 4      | Don't You Wanna Stay      |
| Ellona Santiago | 5      | Titanium                  |
| Jeff Gutt       | 6      | In the Air Tonight        |
| Alex & Sierra   | 7      | Give Me Love              |
| Khaya Cohen     | 8      | Distant Dreamer           |
| Carlito Olivero | 9      | If You're Not the One     |
| Lillie McCloud  | 10     | Who Wants to Live Forever |
| Sweet Suspense  | 11     | That Should Be Me         |
| Rion Paige      | 12     | Born This Way             |
| Tim Olstad      | 13     | I Believe I Can Fly       |

### Terza settimana
Data: Mercoledì 13 - Giovedì 14 novembre 2013

Tema: Canzoni degli anni ottanta

Ospiti: Selena Gomez - Fifth Harmony

Canzoni cantate dalle ospiti: Slow Down (Selena Gomez) / Me & My Girls (Fifth Harmony)
Carlos Guevara, il concorrente che ha ricevuto il minor numero di voti dal pubblico durante la seconda settimana, è stato eliminato all'inizio della puntata del 13 novembre. A partire dalla terza settimana, due concorrenti saranno eliminati ogni settimana (fino alla sesta). I tre concorrenti con il minor numero di voti del pubblico saranno annunciati e poi chi tra questi occuperà l'ultimo posto sarà automaticamente eliminato. I restanti due concorrenti andranno al ballottaggio e sarà la giuria a decidere chi salvare tra i due (decretando, di conseguenza, il secondo concorrente eliminato).
| Carlos Guevara                      | —  | (Avrebbe dovuto cantare Mad World)         | Eliminato  |
| Lillie McCloud                      | 1  | Ain't Nobody                               | Salva      |
| Carlito Olivero                     | 2  | Rhythm Is Gonna Get You                    | Salvo      |
| Rion Paige                          | 3  | We Belong                                  | Salva      |
| Sweet Suspense                      | 4  | Mickey                                     | Eliminate  |
| Tim Olstad                          | 5  | Against All Odds (Take a Look at Me Now)   | Salvo      |
| Khaya Cohen                         | 6  | Borderline                                 | Ultimi tre |
| Restless Road                       | 7  | Footloose                                  | Salvi      |
| Rachel Potter                       | 8  | Alone                                      | Ultimi tre |
| Ellona Santiago                     | 9  | I Wanna Dance with Somebody (Who Loves Me) | Salva      |
| Josh Levi                           | 10 | Straight Up                                | Salvo      |
| Jeff Gutt                           | 11 | (I Just) Died in Your Arms                 | Salvo      |
| Alex & Sierra                       | 12 | Addicted to Love                           | Salvi      |
| Ballottaggio (cavallo di battaglia) |    |                                            |            |
| Khaya Cohen                         | 1  | Don't Give Up on Me                        | Salva      |
| Rachel Potter                       | 2  | From This Moment On                        | Eliminata  |

Voto dei giudici per eliminare:
- Kelly Rowland: Khaya Cohen, basandosi sul ballottaggio e per salvare la sua artista, Rachel Potter;
- Paulina Rubio: Rachel Potter, non ha motivato la scelta;
- Demi Lovato: Rachel Potter, per salvare la sua artista, Khaya Cohen;
- Simon Cowell: Rachel Potter, perché crede che la Cohen abbia più potenziale rispetto alla Potter.

### Quarta settimana
Data: Mercoledì 20 - Giovedì 21 novembre 2013

Tema: Canzoni degli artisti britannici

Ospiti: One Direction

Canzoni cantate dagli ospiti: Story of My Life
| Jeff Gutt                           | 1  | Bohemian Rhapsody                  | Salvo      |
| Tim Olstad                          | 2  | Sorry Seems to Be the Hardest Word | Ultimi tre |
| Khaya Cohen                         | 3  | Let It Be                          | Eliminata  |
| Josh Levi                           | 4  | Sweet Dreams (Are Made of This)    | Salvo      |
| Alex & Sierra                       | 5  | Best Song Ever                     | Salvi      |
| Rion Paige                          | 6  | Your Song                          | Salva      |
| Carlito Olivero                     | 7  | (I Can't Get No) Satisfaction      | Ultimi tre |
| Lillie McCloud                      | 8  | This Woman's Work                  | Salva      |
| Ellona Santiago                     | 9  | Burn                               | Salva      |
| Restless Road                       | 10 | Fix You                            | Salvi      |
| Ballottaggio (cavallo di battaglia) |    |                                    |            |
| Tim Olstad                          | 1  | You Raise Me Up                    | Eliminato  |
| Carlito Olivero                     | 2  | Beneath Your Beautiful             | Salvo      |

Voto dei giudici per eliminare:
- Kelly Rowland: Tim Olstad, basandosi sul ballottaggio;
- Demi Lovato: Tim Olstad, non ha motivato la scelta;
- Paulina Rubio: Tim Olstad, non ha motivato la scelta;
- Simon Cowell: Non ha votato in quanto è già stata raggiunta la maggioranza.

### Quinta settimana
Data: Mercoledì 27 - Giovedì 28 novembre 2013

Tema: Big band

Ospiti: Michael Bublé - Demi Lovato

Canzoni cantate dagli ospiti: You Make Me Feel So Young - It's a Beautiful Day (Michael Bublé) / Neon Lights (Demi Lovato)
| Rion Paige                          | 1 | Swingin                                    | Ultimi tre |
| Restless Road                       | 2 | Life Is a Highway                          | Salvi      |
| Jeff Gutt                           | 3 | Feeling Good                               | Salvo      |
| Josh Levi                           | 4 | Treasure                                   | Ultimi tre |
| Carlito Olivero                     | 5 | La copa de la vida - (Un, dos, tres) María | Salvo      |
| Alex & Sierra                       | 6 | I Knew You Were Trouble                    | Salvi      |
| Lillie McCloud                      | 7 | Summertime                                 | Eliminata  |
| Ellona Santiago                     | 8 | Mamma Knows Best                           | Salva      |
| Ballottaggio (cavallo di battaglia) |   |                                            |            |
| Rion Paige                          | 1 | F**kin' Perfect                            | Salva      |
| Josh Levi                           | 2 | When I Was Your Man                        | Eliminato  |

Voto dei giudici per eliminare:
- Demi Lovato: Josh Levi, per salvare la sua artista, Rion Paige;
- Paulina Rubio: Rion Paige, per salvare il suo artista, Josh Levi;
- Kelly Rowland: Rion Paige, non ha motivato la scelta;
- Simon Cowell: Josh Levi, volendo fare decidere al pubblico chi tra i due debba essere eliminato.

Visto che i quattro giudici non sono arrivati ad una decisione, è stato il pubblico, attraverso il televoto attivo durante la serata, a decidere chi eliminare ovvero Josh Levi (colui che ha ricevuto il minor numero di voti dopo Lillie McCloud, già eliminata).

### Sesta settimana
Data: Mercoledì 4 - Giovedì 5 dicembre 2013

Tema: Divas, Canzoni unplugged

Ospiti: Emblem3 - Little Mix

Canzoni cantate dagli ospiti: Just for One Day (Emblem3) / Move (Little Mix)
| Cantante                            | Ordine | Prima canzone           | Ordine                  | Seconda canzone         | Risultato  |
| ----------------------------------- | ------ | ----------------------- | ----------------------- | ----------------------- | ---------- |
| Restless Road                       | 1      | Red                     | 7                       | Wake Me Up              | Salvi      |
| Rion Paige                          | 2      | See You Again           | 8                       | Glass                   | Ultimi tre |
| Jeff Gutt                           | 3      | Without You             | 9                       | Daniel                  | Salvo      |
| Ellona Santiago                     | 4      | Applause                | 10                      | If I Were a Boy         | Eliminata  |
| Alex & Sierra                       | 5      | Say My Name             | 11                      | Say Something           | Salvi      |
| Carlito Olivero                     | 6      | Let's Get Loud          | 12                      | Stand by Me             | Ultimi tre |
| Ballottaggio (cavallo di battaglia) |        |                         |                         |                         |            |
| Rion Paige                          | 1      | The House That Built Me | The House That Built Me | The House That Built Me | Eliminata  |
| Carlito Olivero                     | 2      | You Make Me Wanna       | You Make Me Wanna       | You Make Me Wanna       | Salvo      |

Voto dei giudici per eliminare:
- Demi Lovato: Carlito Olivero, per salvare la sua artista, Rion Paige;
- Paulina Rubio: Rion Paige, per salvare il suo artista, Carlito Olivero;
- Kelly Rowland: Rion Paige, basandosi sul ballottaggio pur affermando che entrambi non abbiano dato il meglio;
- Simon Cowell: Rion Paige, per dare l'opportunità a Carlito Olivero di continuare a gareggiare poiché sente possa essere la sua ultima chance.

### Settima settimana
Data: Mercoledì 11 - Giovedì 12 dicembre 2013

Tema: Canzoni scelte dal pubblico di Internet

Ospite: Enrique Iglesias

Canzone cantata dall'ospite: Heart Attack (Enrique Iglesias)
| Cantante        | Ordine | Prima canzone           | Ordine | Seconda canzone | Risultato |
| --------------- | ------ | ----------------------- | ------ | --------------- | --------- |
| Carlito Olivero | 1      | Boyfriend               | 5      | I Need to Know  | Salvo     |
| Restless Road   | 2      | That's My Kind of Night | 6      | Wanted          | Eliminati |
| Alex & Sierra   | 3      | Little Talks            | 7      | Gravity         | Salvi     |
| Jeff Gutt       | 4      | Hallelujah              | 8      | Demons          | Salvo     |

### Ottava settimana

#### Finale: Parte 1
Data: Mercoledì 18 dicembre 2013

Tema: Canzone del vincitore, Duetto con celebrità, Performance preferita

Ospiti: Paulina Rubio
 e Prince Royce
 Canzoni cantate dagli ospiti:  Boys Will Be Boys (Paulina Rubio) Stand by Me  (Prince Royce)
| Cantante        | Ordine | Prima canzone | Ordine | Seconda canzone                 | Ordine | Terze canzone |
| --------------- | ------ | ------------- | ------ | ------------------------------- | ------ | ------------- |
| Carlito Olivero | 1      | Impossible    | 4      | Stand by Me (con Prince Royce)  | 7      | Maria Maria   |
| Alex & Sierra   | 2      | Give Me Love  | 5      | Bleeding Love (con Leona Lewis) | 8      | Say Something |
| Jeff Gutt       | 3      | Dream On      | 6      | Iris (con John Rzeznik)         | 9      | Creep         |

#### Finale: Parte 2
Data: Giovedì 19 dicembre 2013

Tema: Canzoni natalizie

Ospiti: Mary J. Blige, Lea Michele, Leona Lewis, Pitbull, One Direction

Canzoni cantate dagli ospiti: Rudolph the Red-Nosed Reindeer (Mary J. Blige) / Cannonball (Lea Michele) / One More Sleep (Leona Lewis) / Timber (Pitbull) / Midnight Memories (One Direction)
| Cantante        | Ordine | Canzone                           | Risultato |
| --------------- | ------ | --------------------------------- | --------- |
| Carlito Olivero | 1      | Christmas (Baby Please Come Home) | Terzo     |
| Jeff Gutt       | 2      | Oh Holy Night                     | Secondo   |
| Alex & Sierra   | 3      | All I Want for Christmas Is You   | Vincitori |

## Ascolti

### X Factor - Audizioni, Four Chair Challenge
| Puntata | Messa in onda     | Telespettatori |
| ------- | ----------------- | -------------- |
| 1       | 11 settembre 2013 | 6450000        |
| 2       | 12 settembre 2013 | 6870000        |
| 3       | 18 settembre 2013 | 6620000        |
| 4       | 19 settembre 2013 | 6430000        |
| 5       | 25 settembre 2013 | 7730000        |
| 6       | 26 settembre 2013 | 6470000        |
| 7       | 2 ottobre 2013    | 7800000        |
| 8       | 3 ottobre 2013    | 7130000        |
| 9       | 9 ottobre 2013    | 7250000        |
| 10      | 10 ottobre 2013   | 6490000        |